# Lagen om skydd för kretsmönster
Lagen om skydd för kretsmönster (1992:1685) är en svensk lag för mönsterskydd av kretsmönster. Kretsmönster består av halvledare såsom transistorer, dioder och liknande består av som etsas på en platta i allmänhet av kisel för att användas i integrerade kretsar. Lagen skyddar kretsmönster som är resultatet av en egen intellektuell insats av den som har skapat det och som inte är allmänt förekommande inom halvledarindustrin.

## Definition
Kretsmönster kan definieras som en tredimensionell placering av delarna i en integrerad krets utförd eller uttryckt på vilket sätt som helst. Integrerad krets är en strömkrets där elementen, av vilka minst ett är aktivt, samt en del eller alla sammankopplingar mellan dem har anbringats på ett halvledarunderlag till en funktionell helhet och som är avsedd för elektroniska kretsfunktioner. Här avses alltså inte mönsterkort eller enkla med komponenter monterade kretskort.

### Rätt att framställa exemplar
Endast den som skapat kretsmönstret och dennes rättsinnehavare får framställa exemplar av mönstret eller göra det tillgängligt för allmänheten genom försäljning, uthyrning eller liknande förfarande. En förutsättning är att vederbörande är medborgare eller har sin vanliga vistelseort i en stat som ingår i EU.

### Skyddstid
Rätt till kretsmönster uppstår när det har skapats och varar till utgången av det tionde året efter det år då kretsmönstret först utnyttjades kommersiellt i någon del av världen. Rätten upphör femton år efter utgången av det år då kretsmönstret skapades, om det då ännu inte har utnyttjats kommersiellt. Exemplar får framställas uteslutande för undervisning om eller analys av kretsmönstret. Enstaka exemplar får också framställas för enskilt bruk.

### Intrång
Den som uppsåtligen eller av grov oaktsamhet vidtar en åtgärd som innebär intrång i rätten döms till böter eller fängelse i högst två år.

### Åtal
Detta är ett så kallat målsägandebrott och åklagare får väcka åtal för brott endast om målsäganden anger brottet till åtal eller åtal är påkallat från allmän synpunkt.

### Vitesförbud
Om det är risk att fortsätter att kopiera får domstol meddela vitesförbud, Innan förbud meddelas skall svaranden ha fått tillfälle att yttra sig, om inte ett dröjsmål skulle medföra risk för skada.

### Informationsföreläggande
Om sökanden visar sannolika skäl för att någon har gjort ett intrång i ett kretsmönster får domstolen vid vite besluta att någon ska ge sökanden information om ursprung och distributionsnät för de varor eller tjänster som intrånget gäller. Detta kallas informationsföreläggande.

### Ersättning vid intrång
Den som i strid mot lagen utnyttjar ett kretsmönster ska betala ersättning för utnyttjandet till den som innehar rätten till mönstret om och i den mån det är skäligt.

### Intrångsundersökning
Om någon gjort ett intrång, får domstolen för att bevisning skall kunna säkras om intrånget besluta att en undersökning får göras hos denne för att söka efter föremål eller handlingar som kan antas ha betydelse för utredning om intrånget. Detta kallas intrångsundersökning.